# 蛇形菌属
蛇形菌属为假单胞菌属的一个属。该属的模式种为屈挠蛇形菌（Serpens flexibilis）。现为假单胞菌属 （Pseudomonas）的异名。

## 下属物种
- 屈挠蛇形菌 Serpens flexibilis Hespell, 1977